# Honkasaari (ö i Finland, Mellersta Österbotten, Kaustby, lat 63,50, long 24,78)
Honkasaari är en ö i Finland. Den ligger i sjön Lestijärvi och i kommunen Lestijärvi i den ekonomiska regionen  Kaustby ekonomiska region  och landskapet Mellersta Österbotten, i den centrala delen av landet, 400 km norr om huvudstaden Helsingfors. Öns area är 1 hektar och dess största längd är 140 meter i öst-västlig riktning.